# داگلاس گلدر
داگلاس گلدر (انگلیسی: Douglas Golder؛ زادهٔ ۱ فوریهٔ ۱۹۴۸) بازیکن هاکی روی چمن اهل استرالیا است.